# Список заслуженных артистов Российской Федерации 1998 года
Ниже приведён полный список заслуженных артистов Российской Федерации (375 человек) получивших звание в 1998 году (жирным шрифтом выделены артисты, ставшие позднее народными артистами РФ).

## 16 января 1998 — Указ № 1998,0048[1]
- Аброскин Владимир Иванович — артист отдельного военного показательного оркестра
- Баклинёв Вячеслав Семёнович, старшина — солист ансамбля песни и пляски Московского округа противовоздушной обороны
- Жигур Владимир Вячеславович — солист ансамбля песни и пляски Кавказского особого пограничного округа
- Лебедев Владимир Георгиевич — артист отдельного военного показательного оркестра
- Макаров Александр Иванович, подполковник — военный дирижёр Военной инженерно-космической академии имени А. Ф. Можайского
- Фабричных Юрий Васильевич, старший сержант — концертмейстер оркестра 248 гвардейского мотострелкового полка Московского военного округа
- Фекета Наталья Дмитриевна — артистка драматического театра Северного флота
- Финк Наталья Самуиловна — концертмейстер Военно-дирижёрского факультета при Московской государственной консерватории имени П. И. Чайковского

## 26 января 1998 — Указ № 1998,0080[2]
- Абрамович Валентина Павловна — артистка государственного учреждения культуры «Мичуринский драматический театр», Тамбовская область
- Абрамович Яков Борисович — артист государственного учреждения культуры «Мичуринский драматический театр», Тамбовская область
- Александров Николай Васильевич — артист Новосибирского молодёжного театра «Глобус»
- Белевич Вера Ивановна — артистка Московского государственного академического симфонического оркестра под управлением П. Когана
- Белова Тамара Анатольевна — артистка государственного театра кукол «Святая крепость», Ленинградская область
- Болдырева Татьяна Викторовна — артистка Национального академического оркестра народных инструментов России имени Н. П. Осипова, город Москва
- Бурлакова Шаура Сагидуловна — артистка Шадринского государственного драматического театра, Курганская область
- Венгеровский Александр Иосифович — артист Московского государственного академического симфонического оркестра под управлением П. Когана
- Воронкова Бланка Ивановна — артистка Архангельского областного театра драмы имени М. В. Ломоносова
- Габриэлян Сергей Эдуардович — артист Московского художественного академического театра имени М. Горького
- Гареев Марат Миниахметович — солист оперы Московского муниципального театра «Новая опера»
- Гатова Татьяна Михайловна — главный балетмейстер Краснодарского муниципального творческого объединения «Премьера»
- Гусенков Александр Константинович — артист Челябинского государственного академического театра драмы имени С. Цвиллинга
- Гученков Владимир Семёнович — артист театра оперетты Урала, Свердловская область
- Джапакова Ирина Михайловна — артистка Вологодского областного театра юного зрителя
- Дзуцев Георгий Васильевич — артист Московского государственного академического симфонического оркестра под управлением П. Когана
- Долгановская Эмилия Ильинична — концертмейстер Пермского государственного академического театра оперы и балета имени П. И. Чайковского
- Ечеина Татьяна Михайловна — артистка Воронежского государственного театра кукол «Шут»
- Журавицкая Татьяна Алексеевна — художественный руководитель, солистка литературно-музыкального салона «Московские окна» ассоциации «Классическое наследие», город Москва
- Зайченко Пётр Петрович — артист кино, государственной организации культуры «Волгоградская филармония»
- Иванов Иван Геннадьевич — артист Чувашского государственного академического драматического театра имени К. В. Иванова
- Игнатков Анатолий Фёдорович — артист Новосибирского молодёжного театра «Глобус»
- Калисанов Владимир Виленович — артист Саратовского государственного академического театра драмы
- Кемпи Надежда Александровна — артистка Смоленского государственного экспериментального театра драмы
- Коншин Николай Сергеевич — артист Смоленского государственного экспериментального театра драмы
- Крючков Владимир Александрович — старший преподаватель музыкального факультета Московского педагогического государственного университета имени В. И. Ленина
- Куинджи Татьяна Владимировна — солистка оперы Пермского государственного академического театра оперы и балета имени П. И. Чайковского
- Кулькина Светлана Владимировна — артистка Брянского областного драматического театра
- Куракин Сергей Валерьевич — солист балета Нижегородского государственного академического театра оперы и балета имени А. С. Пушкина
- Лебедева Галина Ивановна — солистка оперы Московского муниципального театра «Новая опера»
- Лосьянов Виктор Григорьевич — артист Красноярского драматического театра имени А. С. Пушкина
- Макаренко Николай Иванович — артист Тобольского государственного драматического театра имени П. П. Ершова, Тюменская область
- Мерц Наталья Ингольфовна — артистка Саратовского государственного академического театра драмы
- Николаева Татьяна Фёдоровна — артистка государственного учреждения культуры «Мичуринский драматический театр», Тамбовская область
- Оленберг Сергей Робертович — артист Омского областного театра юных зрителей имени 20-летия Ленинского комсомола
- Павельев Александр Иванович — артист Вологодского областного театра юного зрителя
- Полещук Виталий Дмитриевич — артист балета Пермского государственного академического театра оперы и балета имени П. И. Чайковского
- Половинкин Владимир Васильевич — артист Московского концертного объединения «Эстрада» при Московском государственном концертном объединении «Москонцерт»
- Половинкина Татьяна Фёдоровна — артистка Московского концертного объединения «Эстрада» при Московском государственном концертном объединении «Москонцерт»
- Руденко Александр Витальевич — преподаватель Читинского музыкального училища
- Салахутдинова Светлана Юрьевна — артистка Приморского краевого драматического театра имени М. Горького
- Сафронова (Косарева) Ольга Васильевна — артистка Челябинского государственного академического театра драмы имени С. Цвиллинга
- Святкин Александр Семёнович — солист Санкт-Петербургской государственной детской филармонии
- Синицына Нина Васильевна — артистка Тобольского государственного драматического театра имени П. П. Ершова, Тюменская область
- Солнцев Павел Серафимович — солист оперы Челябинского театра оперы и балета имени М. И. Глинки
- Спиридонов Валентин Владимирович — художественный руководитель, главный дирижёр концертного духового оркестра Краснодарского творческого объединения «Премьера»
- Столяров Сергей Константинович — концертмейстер Уральского академического симфонического оркестра Свердловской областной филармонии
- Тканов Юрий Адальбертович — солист Московской государственной академической филармонии
- Торхов Андрей Николаевич — артист Челябинского государственного академического театра драмы имени С. Цвиллинга
- Трифонова Валентина Ивановна — артистка Чувашского академического драматического театра имени К. В. Иванова
- Урюпина Елена Викторовна — солистка балета Нижегородского государственного академического театра оперы и балета имени А. С. Пушкина
- Чунгак Семён Рошельевич — артист Московского музыкально-драматического цыганского театра «Ромэн»
- Шестов Алексей Геннадьевич — преподаватель Академии хорового искусства, город Москва
- Шибков Алексей Иванович — артист Челябинского театра юного зрителя

## 3 февраля 1998 — Указ № 1998,0122[3]
- Запорожский Виктор Николаевич — артист Московского академического театра имени Вл. Маяковского
- Лобоцкий Анатолий Анатольевич — артист Московского академического театра имени Вл. Маяковского
- Рубеко Сергей Владимирович — артист Московского академического театра имени Вл. Маяковского
- Соколов Юрий Фёдорович — артист Московского академического театра имени Вл. Маяковского

## 23 февраля 1998 — Указ № 1998,0191[4]
- Бака Владимир Анатольевич — солист ансамбля песни и пляски Военно-Воздушных Сил Российской Федерации
- Богачёв Пётр Дмитриевич — артист хора Академического имени А. В. Александрова ансамбля песни и пляски Российской Армии
- Григорьев Евгений Александрович — солист хора академического ансамбля песни и пляски внутренних войск
- Ермолин Вячеслав Иванович, прапорщик — солист балета Академического имени А. В. Александрова ансамбля песни и пляски Российской Армии
- Коротков Валерий Иванович — художественный руководитель ансамбля песни и пляски Кавказского особого пограничного округа
- Коротов Сергей Александрович, прапорщик — концертмейстер Президентского оркестра комендатуры Московского Кремля
- Костянов Валерий Васильевич, прапорщик — солист оркестра Академического имени А. В. Александрова ансамбля песни и пляски Российской Армии
- Кузнецов Виктор Дмитриевич, прапорщик — концертмейстер Президентского оркестра комендатуры Московского Кремля
- Кукушкин Александр Викторович — художественный руководитель концертного ансамбля Центрального Дома Российской Армии
- Мизюк Борис Моисеевич — солист Академического имени А. В. Александрова ансамбля песни и пляски Российской Армии
- Минх Геннадий Васильевич, старшина — балетмейстер-постановщик ансамбля песни и пляски Воздушно-десантных войск

## 24 апреля 1998 — Указ № 1998,0432[5]
- Абрамов Валерий Владимирович — артист Центрального академического театра Российской Армии
- Кирик Александр Иванович — солист оркестра Академического имени А. В. Александрова ансамбля песни и пляски Российской Армии
- Коробов Николай Вадимович, подполковник — военный дирижёр военного оркестра Московского высшего общевойскового командного училища
- Майструк Владимир Петрович, прапорщик — солист Академического имени А. В. Александрова ансамбля песни и пляски Российской Армии
- Мовшович Михаил Исарович — солист ансамбля песни и пляски Московского военного округа
- Плотников Сергей Михайлович, прапорщик — артист балета Академического имени А. В. Александрова ансамбля песни и пляски Российской Армии
- Соколов Геннадий Сергеевич — солист ансамбля песни и пляски Московского округа противовоздушной обороны
- Сотников Владимир Иванович — солист ансамбля песни и пляски Московского округа противовоздушной обороны

## 4 июля 1998 — Указ № 1998,0769[6]
- Абрамов Виктор Эммануилович — профессор кафедры Петрозаводской государственной консерватории Республики Карелия
- Акимов Эдуард Сергеевич — солист Московского государственного академического Камерного музыкального театра
- Александров Виктор Владимирович — артист оркестра Магаданского государственного музыкального и драматического театра
- Альперов Дмитрий Сергеевич — артист Российской государственной цирковой компании, город Москва
- Архангельский Юрий Викторович — артист Курского государственного драматического театра имени А. С. Пушкина
- Блажчук Валентина Андреевна — артистка симфонического оркестра музыкального театра Санкт-Петербургской государственной консерватории имени Н. А. Римского-Корсакова
- Бурцева Любовь Григорьевна — артистка Магаданского государственного драматического театра
- Васильева Наталья Васильевна — художественный руководитель, солистка театрально-музыкального салона «Грёзы», город Москва
- Ветров Владислав Владимирович — артист Ростовского академического театра драмы имени М. Горького
- Воробьев Владимир Яковлевич — артист Ростовского-на-Дону театра юного зрителя
- Глебов Николай Степанович — артист Пермского государственного театра юного зрителя
- Григорьев Евгений Валерьевич — солист Белгородской государственной филармонии
- Гурьянова Татьяна Геннадьевна — артистка Московского государственного театра «Русский балет»
- Давтян Нариман Гайкович — артист оркестра Санкт-Петербургского государственного музыкального театра «Мюзик-Холл»
- Давыдов Виктор Петрович — балетмейстер-постановщик Московского государственного театра «Русский балет»
- Дмитриева Лариса Павловна — артистка творческого объединения «Маленький театр», город Санкт-Петербург
- Дружинин Борис Александрович — солист Московского государственного академического Камерного музыкального театра
- Забелина Алла Владимировна — артистка Волгоградского государственного Нового экспериментального театра
- Зиборова Елена Николаевна — солистка Московского государственного академического Камерного музыкального театра
- Казанцева Яна Владимировна — артистка Московского государственного театра «Русский балет»
- Карелина Ирина Григорьевна — солистка Московской государственной академической филармонии
- Клепалов Юрий Михайлович — солист Межрегиональной ассоциации «Бунинское наследие», город Москва
- Клечевский Александр Юрьевич — концертмейстер группы фаготов Академического симфонического оркестра Московской государственной академической филармонии
- Козелков Владимир Сергеевич — артист Государственного театра киноактёра, город Москва
- Курпа Николай Васильевич — солист Московского государственного академического Камерного музыкального театра
- Куцевол Ирина Григорьевна — артистка Курского государственного театра кукол
- Лемешева Мария Сергеевна — солистка Московского государственного академического Камерного музыкального театра
- Лукин Анатолий Алексеевич — артист, режиссёр телетеатра «Антреприза Валерия Лысенко», Калининградская область
- Машинская (Боева) Галина Александровна — лектор-музыковед Московской государственной академической филармонии
- Мочалов Алексей Владиленович — солист Московского государственного академического Камерного музыкального театра
- Павловская Людмила Яковлевна — солистка, концертмейстер Государственного Русского концертного оркестра Санкт-Петербурга
- Пашкова Ольга Леонидовна — артистка Государственного академического Малого театра России, город Москва
- Плиев Эльбрус Исуфович — артист Большого Московского государственного цирка на проспекте Вернадского
- Побигуца Борис Александрович — художественный руководитель, главный дирижёр Государственного камерного оркестра Кубани Краснодарской краевой филармонии
- Пономарёв Леонид Алексеевич — главный хормейстер Волгоградского муниципального музыкального театра
- Попыванова Людмила Степановна — артистка Томского областного театра драмы
- Редюк Евгений Георгиевич — артист Ульяновского областного драматического театра
- Руссинова Татьяна Валерьевна — артистка Челябинского государственного академического театра драмы имени С. Цвиллинга
- Сквирская Виктория Фёдоровна — артистка Российской государственной цирковой компании, город Москва
- Соколенко Людмила Тимофеевна — солистка Московского государственного академического Камерного музыкального театра
- Тархов Борис Николаевич — солист Московского государственного академического Камерного музыкального театра
- Титенко Елена Петровна — артистка Магаданского государственного музыкального и драматического театра
- Уржумцев Михаил Васильевич — артист Санкт-Петербургского государственного театра «Балтийский дом»
- Хованцева Татьяна Михайловна — солистка Липецкой государственной филармонии
- Холошин Николай Михайлович — артист Камерного русско-болгарского театра, город Москва
- Шагин Владимир Павлович — артист Государственной детской филармонии города Санкт-Петербурга
- Шелепина Вера Николаевна — артистка Вологодского областного театра кукол
- Шилова Любовь Аркадьевна — артистка Березниковского муниципального драматического театра Пермской области
- Яковлева Нина Ивановна — солистка Московского государственного академического Камерного музыкального театра
- Яновский Алексей Петрович — артист Магаданского государственного музыкального и драматического театра

## 6 июля 1998 — Указ № 1998,0777[7]
- Балашов Олег Фёдорович — артист 13 оркестра штаба Московского военного округа
- Каяцкий Сергей Романович — солист академического ансамбля песни и пляски внутренних войск

## 9 июля 1998 — Указ № 1998,0815[8]
- Александрова Надежда Александровна — артистка Новосибирского молодёжного театра «Глобус»
- Аскаров Салават Ахметович — солист оперы Башкирского государственного театра оперы и балета, Республика Башкортостан
- Ашрафова Лейла Джебраиловна — артистка Московского концертного объединения «Эстрада» при Московском государственном концертном объединении «Москонцерт»
- Бакалов Евгений Васильевич — артист Пензенского областного драматического театра имени А. В. Луначарского
- Бледный Анатолий Ильич — артист Оренбургского государственного областного драматического театра имени М. Горького
- Варфоломеев Герман Борисович — артист Екатеринбургского муниципального театра кукол, Свердловская область
- Гордеев Андрей Георгиевич — артист Санкт-Петербургского государственного театра балета под руководством Б. Эйфмана
- Гущин Геннадий Степанович — артист Иркутского областного драматического театра имени Н. П. Охлопкова
- Дементьева Людмила Александровна — артистка Государственного академического Северного русского народного хора, Архангельская область
- Демьяненко Елена Николаевна — доцент Уральской государственной консерватории имени М. П. Мусоргского, Свердловская область
- Денисова Людмила Викторовна — солистка балета Воронежского государственного театра оперы и балета
- Добровольская Лилия Николаевна — артистка Московского областного государственного театра юного зрителя
- Дубаков Николай Васильевич — артист Иркутского областного драматического театра имени Н. П. Охлопкова
- Дьяков Валерий Васильевич — артист Вышневолоцкого государственного драматического театра, Тверская область
- Емельянов Алексей Викторович — артист Государственной детской филармонии города Санкт-Петербурга
- Житницкая Альбина Васильевна — артистка Архангельского областного театра драмы имени М. В. Ломоносова
- Зверев Александр Васильевич — артист хора ветеранов Государственного академического Большого театра России, город Москва
- Ивонина Людмила Фёдоровна — артистка оркестра Пермского государственного академического театра оперы и балета имени П. И. Чайковского
- Качкин Пётр Николаевич — артист оркестра Пермского государственного академического театра оперы и балета имени П. И. Чайковского
- Краснов Александр Петрович — артист Пензенского областного драматического театра имени А. В. Луначарского
- Кутявин Александр Александрович — солист Волгоградского муниципального музыкального театра
- Лапин Борис Викторович — артист Свердловской областной государственной филармонии
- Ластовка Галина Трофимовна — солистка оперы Татарского академического театра оперы и балета имени М. Джалиля, Республика Татарстан
- Лемешонок Владимир Евгеньевич — артист Новосибирского государственного академического драматического театра «Красный факел»
- Ложкина Ирина Михайловна — диктор Государственного учреждения радиостанции «Орфей», город Москва
- Макагон Анна Альфредовна — художественный руководитель, артистка Московского театра «У камина» Анны Макагон
- Машкина Юлия Александровна — артистка балета Пермского государственного академического театра оперы и балета имени П. И. Чайковского
- Михайлова Елена Александровна — солистка оперы Татарского академического театра оперы и балета имени М. Джалиля, Республика Татарстан
- Мурзов Алексей Сергеевич — главный дирижёр Ярославского государственного цирка
- Петров Александр Васильевич — артист балета Уральского ансамбля русского танца и музыки муниципального центра культуры и искусства «Верх-Исетский» города Екатеринбурга
- Полещук Наталья Анатольевна — артистка балета Пермского государственного академического театра оперы и балета имени П. И. Чайковского
- Пономарёв Юрий Николаевич — артист Ростовской областной государственной филармонии
- Пономарёва Лилия Николаевна — артистка Ростовской областной государственной филармонии
- Селиванова Елена Ефимовна — педагог-репетитор Санкт-Петербургской государственной консерватории имени Н. А. Римского-Корсакова
- Сергияков Владимир Николаевич — артист Приморского краевого драматического театра имени М. Горького
- Сердюкова Тамара Емельяновна — артистка Новосибирского государственного академического драматического театра «Красный факел»
- Сигаев Иван Михайлович — артист Российской государственной цирковой компании, город Москва
- Сидорченко Виталий Петрович — артист Иркутского областного драматического театра имени Н. П. Охлопкова
- Соколов Кирилл Борисович — доцент Санкт-Петербургской государственной консерватории имени Н. А. Римского-Корсакова
- Струлёв Борис Борисович — солист Московского государственного академического камерного хора
- Табаков Игорь Петрович — артист балета Государственного Оренбургского русского народного хора
- Таякина Нина Васильевна — артистка Алтайского государственного театра для детей и юношества
- Титов Анатолий Григорьевич — артист Московского музыкально-драматического цыганского театра «Ромэн»
- Тушканов Андрей Викторович — артист Екатеринбургского муниципального театра кукол, Свердловская область
- Узун Виктор Дмитриевич — главный режиссёр Серовского театра драмы имени А. П. Чехова, Свердловская область
- Уляшкин Михаил Иванович — художественный руководитель квартета «Урал» Уральского государственного оркестра народных инструментов, Свердловская область
- Утикеева Эльвира Александровна — артистка Петрозаводского республиканского Русского театра драмы, Республика Карелия
- Худолей Игорь Леонидович — преподаватель Московской государственной консерватории имени П. И. Чайковского
- Шаталина Галина Викторовна — лектор-музыковед Нижегородской областной филармонии
- Шевченко Юрий Константинович — солист оперы Бурятского государственного академического театра оперы и балета
- Шелковников Александр Николаевич — артист Российской государственной цирковой компании, город Москва
- Якимова Надежда Яковлевна — преподаватель Свердловского музыкального училища имени П. И. Чайковского

## 15 августа 1998 — Указ № 1998,0974[9]
- Бруновская (Шварева) Эльвира Павловна — артистка Московского государственного академического театра имени Моссовета
- Кузнецова Лариса Андреевна — артистка Московского государственного академического театра имени Моссовета

## 31 августа 1998 — Указ № 1998,1021[10]
- Герт Сергей Давыдович — артист Таганрогского драматического театра имени А. П. Чехова
- Федоровская Елена Ивановна — артистка Таганрогского драматического театра имени А. П. Чехова

## 31 августа 1998 — Указ № 1998,1038[11]
- Абдулаев Мурад Фиридун оглы — артист Большого Московского государственного цирка на проспекте Вернадского
- Абдульманов Рим Салимьянович — артист балета Государственного академического ансамбля народного танца имени Ф. Гаскарова, Республика Башкортостан
- Абсатарова Гузель Рашидовна — педагог-репетитор Государственного академического ансамбля народного танца имени Ф. Гаскарова, Республика Башкортостан
- Аиткулов Азат Миннигалеевич — солист Башкирской государственной филармонии, Республика Башкортостан
- Арон Борис Анатольевич — артист Саратовской областной филармонии
- Брык Сергей Александрович — доцент Магнитогорской государственной консерватории, Челябинская область
- Быков Евгений Георгиевич — доцент Челябинского высшего музыкального училища (вуза) имени П. И. Чайковского
- Дичковский Анатолий Вячеславович — солист Государственного концертно-филармонического учреждения «Петербург-концерт»
- Загитов Раус Хабирович — артист Башкирского академического театра драмы имени Мажита Гафури, Республика Башкортостан
- Звягин Сергей Владимирович — балетмейстер-постановщик, директор Московского ансамбля «Балет на льду»
- Зеленченко Олег Трофимович — артист Пензенского государственного областного драматического театра имени А. В. Луначарского
- Кадерский Владислав Трофимович — дирижёр Государственного камерного оркестра джазовой музыки под управлением О. Лундстрема, город Москва
- Казакова Надежда Олеговна — солистка оркестра Московского государственного академического Камерного музыкального театра
- Калачёва Татьяна Николаевна — артистка Рязанского государственного театра драмы
- Кирнос Василий Фёдорович — солист оперы Государственного академического Большого театра России, город Москва
- Кондратенко Ирина Леонидовна — артистка Ульяновского областного драматического театра
- Лившун Анатолий Павлович — солист муниципального музыкального театра города Северска Томской области
- Малочевский Вениамин Аркадьевич — артист Санкт-Петербургского государственного драматического театра «На Литейном»
- Наумов Олег Анатольевич — солист Государственного гастрольно-концертного филармонического объединения «Вологда-концерт», Вологодская область
- Остроухов Игорь Анатольевич — артист оркестра Государственного академического хореографического ансамбля «Берёзка», город Москва
- Панченко Кирилл Маратович — художественный руководитель Московского драматического театра на Перовской
- Панько Борис Александрович — артист оркестра Московского государственного академического Камерного музыкального театра
- Петров Владимир Петрович — артист «Инструментальной капеллы» Московской областной государственной филармонии
- Петрова Галина Сергеевна — артистка Тверской областной филармонии
- Пронина Тамара Николаевна — солистка Государственного концертно-филармонического учреждения «Петербург-концерт»
- Радивоник Ярослав Иванович — солист Московского государственного академического Камерного музыкального театра
- Разсудова Наталья Петровна — концертмейстер оперы Государственного академического Большого театра России, город Москва
- Рогожин Сергей Львович — солист ансамбля «Форум» Государственного концертно-филармонического учреждения «Петербург-концерт»
- Русакова Марина Александровна — артистка Белгородского государственного драматического театра имени М. С. Щепкина
- Сарнацкая Лада Вячеславовна — артистка Большого Московского государственного цирка на проспекте Вернадского
- Сарнацкий Александр Леонидович — артист Большого Московского государственного цирка на проспекте Вернадского
- Сенкевич Ольга Генриховна — солистка Московского государственного академического Камерного музыкального театра
- Серов Валерий Борисович — солист балета Ивановского музыкального театра
- Сокол Борис Романович — солист оркестра Московского муниципального театра «Новая опера»
- Соколов Василий Гаврильевич — концертмейстер Академического симфонического оркестра Новосибирской государственной филармонии
- Соколов Мнир Сафавич — солист Государственного оркестра кинематографии Республики Татарстан
- Сорокина Людмила Яковлевна — артистка Рязанского государственного областного театра для детей и молодёжи
- Ступников Сергей Васильевич — артист Московского областного государственного театра юного зрителя
- Сучков Юрий Владимирович — главный дирижёр камерного оркестра «Ренессанс» Государственной Ставропольской краевой филармонии
- Таратынов Вячеслав Петрович — артист Камчатского областного театра драмы и комедии
- Тихонов Вадим Витальевич — солист оперы Московского государственного академического детского музыкального театра имени Н. И. Сац
- Ткаленко Василий Владимирович — солист муниципального музыкального театра города Северска Томской области
- Устинов Владимир Петрович — артист Рязанского государственного областного театра для детей и молодёжи
- Утяшев Хурматулла Газалеевич — артист Башкирского академического театра драмы имени Мажита Гафури, Республика Башкортостан
- Фёдоров Евгений Александрович — художественный руководитель, главный дирижёр Ульяновского государственного оркестра русских народных инструментов
- Цой Светлана Борисовна — артистка балета Московского академического музыкального театра имени К. С. Станиславского и Вл. И. Немировича-Данченко
- Чеглакова Евгения Васильевна — концертмейстер оперы Государственного академического Большого театра России, город Москва
- Чельцова Ирина Фёдоровна — артистка Российского государственного академического театра драмы имени Ф. Г. Волкова, Ярославская область
- Шаромов Павел Вениаминович — художественный руководитель, солист вокального ансамбля Новосибирской государственной филармонии
- Шашек Вера Алексеевна — концертмейстер Московского государственного академического детского музыкального театра имени Н. И. Сац
- Шутова Марина Алексеевна — солистка оперы Государственного академического Большого театра России, город Москва
- Юрасова Светлана Валерьевна — артистка Государственной концертной организации оркестра русских народных инструментов «Метелица», Ленинградская область

## 21 сентября 1998 — Указ № 1998,1123[12]
- Антонов Виктор Павлович — артист Томского областного театра драмы
- Архипова Татьяна Николаевна — солистка Московского концертного объединения «Эстрада»
- Бартенева Ирина Петровна — солистка Московского государственного академического Камерного музыкального театра
- Баскаков Евгений Викторович — солист Российского государственного симфонического оркестра кинематографии, город Москва
- Батурин Сергей Иванович — артист струнного квартета имени П. И. Чайковского Московского государственного концертно-филармонического объединения
- Болучевский Евгений Филиппович — солист Московского государственного академического Камерного музыкального театра
- Бочиктоев Дамбадугар Доржиевич — артист Государственного Бурятского академического театра драмы имени Хоца Намсараева
- Брюнина Лидия Петровна — солистка Государственной филармонии на Кавказских Минеральных Водах, Ставропольский край
- Бурнашёва Наталья Ильдаровна — солистка Московской государственной академической филармонии
- Вавилова Анна Зиновьевна — солистка ансамбля «Цыганский двор» Государственного концертно-филармонического учреждения «Петербург-концерт»
- Вартанян Людмила Айказуновна — концертмейстер Академического симфонического оркестра Московской государственной академической филармонии
- Васильев Анатолий Вячеславович — солист Государственного концертно-филармонического учреждения «Петербург-концерт»
- Виккел Лариса Викторовна — артистка Государственного театра киноактёра, город Москва
- Владимирова Татьяна Юрьевна — артистка Московского театра «ЕТС» под художественным руководством А. Калягина
- Ворожейкина Людмила Акоповна — солистка муниципального учреждения культуры «Новгородский городской духовой оркестр»
- Гаева Алла Михайловна — артистка Ульяновского областного драматического театра
- Галимова Венера Хакимовна — методист-преподаватель Башкирского хореографического училища, Республика Башкортостан
- Горевой Анатолий Георгиевич — солист Саратовского областного театра оперетты
- Готсдинер Михаил Аронович — артист струнного квартета имени П. И. Чайковского Московского государственного концертно-филармонического объединения
- Дмитриева Людмила Борисовна — артистка Московского театра «ЕТС» под художественным руководством А. Калягина
- Дмитриева Светлана Петровна — солистка Омской областной филармонии
- Добролюбова Вера Геннадьевна — солистка Ивановского государственного музыкального театра
- Зыков Владимир Петрович — артист Государственного Омского русского народного хора
- Канунникова Галина Алексеевна — артистка Самарской государственной филармонии
- Карыгин Борис Романович — артист Сызранского драматического театра имени А. Н. Толстого Самарской области
- Кириченко Валентина Ивановна — артистка балета Государственного Омского русского народного хора
- Корыстин Анатолий Владимирович — концертмейстер оркестра Московского государственного академического Камерного музыкального театра
- Кубанов Максут Абулкаримович — артист Государственного ансамбля танца «Казаки России» Липецкой государственной филармонии
- Кунтышев Константин Сергеевич — артист Санкт-Петербургского государственного театра юных зрителей имени А. А. Брянцева
- Леонтьева Татьяна Николаевна — артистка Московского областного государственного театра кукол
- Лысенко Сергей Александрович — хормейстер Московского муниципального театра «Новая опера»
- Лялейките Регина Ляоновна — артистка Санкт-Петербургского государственного театра «Балтийский дом»
- Макаров Александр Васильевич — солист, концертмейстер Государственного Русского концертного оркестра Санкт-Петербурга
- Мирошниченко Николай Александрович — артист Алтайского краевого театра драмы имени В. М. Шукшина
- Моисеев Алегр Михайлович — концертмейстер оркестра Московского государственного академического Камерного музыкального театра
- Осейчук Александр Викторович — профессор Российской академии музыки имени Гнесиных
- Пелиховская Светлана Анатольевна — артистка Московского Нового драматического театра-студии
- Полосина Елена Фёдоровна — солистка Санкт-Петербургского государственного театра музыкальной комедии
- Саркисов Ашот Левонович — солист Московского государственного академического Камерного музыкального театра
- Селявкин Владимир Алексеевич — солист Липецкой государственной филармонии
- Семенина Лолитта Вячеславовна — солистка Московского государственного академического камерного хора
- Сенатырев Владимир Александрович — артист Государственного симфонического оркестра Омской областной филармонии
- Серебряков Алексей Валерьевич — артист Центральной киностудии детских и юношеских фильмов имени М. Горького, город Москва
- Соколов Андрей Алексеевич — артист Московского государственного театра «Ленком»
- Сухоручкин Николай Андреевич — солист балета Саратовского областного театра оперетты
- Тараян Жанета Георгиевна — солистка оперы Красноярского государственного театра оперы и балета
- Тиличеев Евгений Сергеевич — солист Санкт-Петербургского государственного театра музыкальной комедии
- Устиновский Владимир Константинович — художественный руководитель ансамбля «Цыганский двор» Государственного концертно-филармонического учреждения «Петербург-концерт»
- Филимонов Владимир Николаевич — художественный руководитель Алтайского государственного театра музыкальной комедии, Алтайский край
- Хлопунов Михаил Петрович — артист Арзамасского драматического театра Нижегородской области
- Черноглазов Сергей Юрьевич — артист Северодвинского муниципального драматического театра Архангельской области
- Чудецкий Евгений Иванович — артист Кинешемского муниципального театра драмы имени А. Н. Островского Ивановской области
- Штиллер Иосиф Меерович — солист музыкально-литературного лектория Нижегородской областной филармонии
- Эльмурзаева Бурлият Шахмановна — артистка хора Государственной телерадиокомпании «Дагестан»
- Юдина Людмила Павловна — артистка Северодвинского муниципального драматического театра Архангельской области

## 13 октября 1998 — Указ № 1998,1229[13]
- Ванин Алексей Захарович — артист кино, город Москва
- Даньковский Александр Петрович — солист Санкт-Петербургского государственного театра «Бенефис»
- Денисова Лариса Ивановна — артистка Российской государственной цирковой компании, город Москва
- Захаров Сергей Александрович — артист Самарского театра юного зрителя «Самарт», Самарская область
- Карлин Григорий Иосифович — артист Государственного драматического театра «Причастие», Ленинградская область
- Клеймиц Григорий Давидович (посмертно) — артист Санкт-Петербургского государственного театра «Бенефис»
- Купцов Анатолий Фёдорович — артист Российской государственной цирковой компании, город Москва
- Майманов Николай Амырчинович — солист ансамбля «Алтай» Государственной филармонии Республики Алтай
- Неокина Нина Васильевна — артистка Тамбовской государственной филармонии
- Новичков Николай Андреевич — артист Российской государственной цирковой компании, город Москва
- Пелагейченко Людмила Васильевна — концертмейстер Новосибирской государственной филармонии
- Подболотов Александр Иванович — солист Российской государственной концертной компании «Содружество», город Москва
- Покровский Александр Иванович — концертмейстер группы виолончелей академического симфонического оркестра Воронежского государственного гастрольно-концертного объединения «Филармония»
- Рябуха Людмила Владимировна — артистка Государственного Оренбургского русского народного хора
- Суханова Людмила Михайловна — артистка Государственного Оренбургского русского народного хора
- Терехова Зоя Владимировна — артистка Новосибирского городского драматического театра под руководством С. Афанасьева
- Филатова Нина Владимировна — доцент Воронежского государственного института искусств

## 23 октября 1998 — Указ № 1998,1300[14]
- Белозёров Павел Аркадьевич — артист Московского Художественного академического театра имени А. П. Чехова
- Вихрова Наталья Викторовна — артистка Московского Художественного академического театра имени М. Горького
- Добровольская Евгения Владимировна — артистка Московского Художественного академического театра имени А. П. Чехова
- Зикора Виталий Григорьевич — артист Московского Художественного академического театра имени М. Горького
- Кабанов Михаил Владимирович — артист Московского Художественного академического театра имени М. Горького
- Килимник Нина Фёдоровна — артистка Московского Художественного академического театра имени А. П. Чехова
- Медведева Полина Владимировна — артистка Московского Художественного академического театра имени А. П. Чехова
- Ровинский Владимир Леонидович — артист Московского Художественного академического театра имени М. Горького
- Скорик Николай Лаврентьевич — режиссёр-постановщик Московского Художественного академического театра имени А. П. Чехова
- Шалковская Татьяна Геннадьевна — артистка Московского Художественного академического театра имени М. Горького

## 14 ноября 1998 — Указ № 1998,1390[15]
- Антоничева Анна Анатольевна — солистка балета Государственного академического Большого театра России, город Москва
- Белоголовцев Дмитрий Владимирович — солист балета Государственного академического Большого театра России, город Москва
- Биржев Юрий Александрович — солист Русского классического квартета «Московская балалайка», город Москва
- Борисенко Владимир Сергеевич — артист Новосибирского государственного драматического театра «Старый дом»
- Воронюк Ольга Владимировна — артистка ансамбля народных инструментов Академического хора русской песни Российского государственного музыкального центра телевидения и радиовещания, город Москва
- Горшков Василий Борисович — солист оперы Новосибирского государственного академического театра оперы и балета
- Давыдова Светлана Дмитриевна — артистка Государственного концертно-филармонического учреждения «Петербург-концерт»
- Домашев Антон Александрович — артист балета Московского академического музыкального театра имени К. С. Станиславского и Вл. И. Немировича-Данченко
- Дружинин Сергей Викторович — артист ансамбля народных инструментов Академического хора русской песни Российского государственного музыкального центра телевидения и радиовещания, город Москва
- Евдокимов Юрий Анатольевич — артист Кировского государственного театра кукол
- Жукарина Ольга Павловна — артистка Нижегородского муниципального театра комедии
- Зверовщикова Зоя Серафимовна — артистка Камчатского областного театра драмы и комедии
- Ионченков Владимир Николаевич — художественный руководитель Русского классического квартета «Московская балалайка», город Москва
- Кизин Михаил Михайлович — солист Государственного академического русского народного ансамбля «Россия», город Москва
- Клоков Сергей Николаевич — доцент Алтайского государственного института искусств и культуры
- Коротаев Виталий Михайлович — солист Государственного концертно-филармонического учреждения «Петербург-концерт»
- Крачковская Наталья Леонидовна — артистка кино, город Москва
- Кушнир Ирина Николаевна — артистка Санкт-Петербургского государственного драматического театра «На Литейном»
- Лушина Людмила Алексеевна — артистка Московского драматического театра имени К. С. Станиславского
- Мальцев Николай Петрович — солист Иркутского музыкального театра
- Масленников Александр Александрович — артист Волгоградского государственного театра юного зрителя
- Мещерякова Марина Ивановна — солистка оперы Государственного академического Большого театра России, город Москва
- Минкин Юрий Владимирович — артист академического симфонического оркестра Волгоградского Центрального концертного зала
- Мор Павел Францевич — артист оркестра Новосибирского государственного академического театра оперы и балета
- Нестеров Николай Ефтефеевич — солист Иркутского музыкального театра
- Обухова Ольга Юрьевна — солистка оперы Новосибирского государственного академического театра оперы и балета
- Пакулова Татьяна Петровна — лектор-музыковед Приморской краевой филармонии
- Пальчук Иван Фёдорович — солист Государственного академического русского народного ансамбля «Россия», город Москва
- Старостина Елена Сергеевна — артистка Пермского государственного драматического театра
- Суродейкина Елена Александровна — артистка Нижегородского государственного академического театра драмы имени М. Горького
- Терентьев Олег Иванович — артист Рязанского государственного областного театра кукол
- Фоков Владимир Викторович — артист Нижегородского государственного академического театра драмы имени М. Горького
- Черкасов Георгий Александрович — артист академического симфонического оркестра Волгоградского Центрального концертного зала
- Шелухин Михаил Борисович — артист Костромского областного государственного драматического театра имени А. Н. Островского

## 18 ноября 1998 — Указ № 1998,1417[16]
- Ус Николай Борисович — артист балета Государственного академического Кубанского казачьего хора Центра народной культуры Кубани Краснодарского края

## 27 ноября 1998 — Указ № 1998,1427[17]
- Алексеев Юрий Евгеньевич — солист Московского государственного академического театра оперетты
- Алимпиев Сергей Викторович — солист Московского государственного академического театра оперетты
- Афанасьева Елена Александровна — солистка балета Московского государственного академического театра оперетты
- Жердер Жанна Эдуардовна — солистка Московского государственного академического театра оперетты
- Зайцева Елена Геннадьевна — солистка Московского государственного академического театра оперетты
- Ионова Елена Евгеньевна — солистка Московского государственного академического театра оперетты
- Сальникова Татьяна Викторовна — солистка Московского государственного академического театра оперетты
- Сошникова Елена Эдуардовна — солистка Московского государственного академического театра оперетты

## 27 ноября 1998 — Указ № 1998,1428[18]
- Гавриленко Капитолина Петровна — артистка Новгородского областного театра драмы имени Ф. М. Достоевского
- Лушечкина Любовь Дмитриевна — артистка Новгородского областного театра драмы имени Ф. М. Достоевского
- Сергеева Лилия Анатольевна — артистка Новгородского областного театра драмы имени Ф. М. Достоевского

## 23 декабря 1998 — Указ № 1998,1634[19]
- Бирюков Юрий Евгеньевич — артист Московского театрального комплексного центра «Страна чудес дедушки Дурова»
- Степанова Нина Тимофеевна — артистка Московского театрального комплексного центра «Страна чудес дедушки Дурова»